# Lissochlora paegnia
Lissochlora paegnia är en fjärilsart som beskrevs av Louis Beethoven Prout 1932. Lissochlora paegnia ingår i släktet Lissochlora och familjen mätare. Inga underarter finns listade i Catalogue of Life.